# The Golden Palace
The Golden Palace est une série télévisée américaine en 24 épisodes de 26 minutes, créée par Susan Harris et diffusée du 18 septembre 1992 au 14 mai 1993 sur le réseau CBS.
En France, la série a été diffusée à partir du 26 février 2000 en version originale sous-titrée sur Téva.

## Synopsis
Après le mariage de Dorothy et son déménagement à Atlanta, ses amies Blanche et Rose, ainsi que sa mère Sophia, achètent un hôtel à Miami, The Golden Palace. N'ayant aucune expérience sur la façon de gérer un tel établissement, elles engagent un manager et un cuisinier...

## Distribution
- Betty White : Rose Nylund
- Rue McClanahan : Blanche Deveraux
- Estelle Getty : Sophia Petrillo
- Don Cheadle : Roland Wilson
- Billy L. Sullivan : Oliver Webb
- Cheech Marin : Chuy Castillos

## Épisodes
1. Titre français inconnu (Pilot)
2. Titre français inconnu (Promotional Considerations)
3. Titre français inconnu (Miles, We Hardly Knew Ye)
4. Titre français inconnu (One Old Lady To Go)
5. Titre français inconnu (Ebbtide for The Defense)
6. Titre français inconnu (Can't Stand Losing You)
7. Titre français inconnu (Seems Like Old Times - Part 1)
8. Titre français inconnu (Seems Like Old Times - Part 2)
9. Titre français inconnu (Just a Gigolo)
10. Titre français inconnu (Marriage On The Rocks, With a Twist)
11. Titre français inconnu (Camp Town Races Aren't Nearly As Much Fun As They Used To Be)
12. Titre français inconnu (It's Beginning To Look a Lot (Less) Like Christmas)
13. Titre français inconnu (Rose and Fern)
14. Titre français inconnu (Runaways)
15. Titre français inconnu (Heartbreak Hotel)
16. Titre français inconnu (Senor Stinky Learns Absolutely Nothing About Life)
17. Titre français inconnu (Say Goodbye, Rose)
18. Titre français inconnu (You've Lost That Livin' Feeling)
19. Titre français inconnu (A New Leash On Life)
20. Titre français inconnu (Pro and Concierge)
21. Titre français inconnu (Tad)
22. Titre français inconnu (One Angry Stan)
23. Titre français inconnu (Sex, Lies and Tortillas)
24. Titre français inconnu (The Chicken and the Egg)

## Commentaires
Cette série est un spin-off des Craquantes.